# Davide Boifava
Davide Boifava (Nuvolento, Lombardia, 14 de noviembre de 1946) fue un ciclista italiano, que fue profesional entre 1968 y 1978. Sus principales éxitos deportivos fueran dos victorias de etapa al Giro de Italia. 
Una vez retirado del cual a ciclista pasó a ser director de diferentes equipos ciclistas, como el Carrera, la ASICS, para retirarse definitivamente el 2007 al equipo LPR. Con todos ellos consiguió notables triunfos, como por ejemplo lo Giro de Italia de 1986, con Roberto Visentini; la Vuelta en España de 1981 y lo Giro del mismo año, con Giovanni Battaglin; y el Tour, lo Giro y el Campeonato del mundo de 1987, con Stephen Roche. Otros ciclistas a los cuales dirigió fueran Claudio Chiappucci o Marco Pantani. 

## Palmarés
- 1966 
  - 1º en el Trofeo Alcide De Gasperi
- 1968
  - Vencedor de una etapa al Tour del Porvenir
- 1969 
  - Campeón de Italia de persecución
  - 1º en  la Vuelta en Luxemburgo
  - 1º en  la Cronostafetta y vencedor de una etapa
  - 1º en el GP Marina di Massa-Pian della Fioba
  - Vencedor de una etapa al Giro de Italia
- 1970 
  - 1º en el Giro de la Romanya
- 1971 
  - Vencedor de una etapa al Giro de Italia
- 1972 
  - 1º en  Ponte-a-Egola
  - 1º en el Trofeo Matteotti
  - 1º en el GP Montelupo
- 1973 
  - Campeón de Italia de persecución
  - 1º en Gavardo
- 1974 
  - 1º en Poggio a Caiano
- 1976 
  - 1º en Salo

### Resultados al Tour de Francia
- 1970. Abandona (12.ª etapa)
- 1971. Abandona (16.ª etapa)

### Resultados al Giro de Italia
- 1969. 15º de la clasificación general. Vencedor de una etapa. Lleva la maglia rosa durante 1 etapa
- 1971. 26º de la clasificación general. Vencedor de una etapa
- 1972. Abandona (12a etapa A)
- 1973. 58.º de la clasificación general
- 1975. 11º de la clasificación general
- 1976. 47.º de la clasificación general
- 1978. 74.º de la clasificación general